# 内钱
内钱，货币创造时增加私人经济个体负债的货币部分。
例如，主动创造商业银行货币，这部分货币通过合并财务报表可以在会计意义上把私人经济个体的债权和债务抵消掉。